# Sacred
Sacred je akční RPG počítačová hra, stylově podobná hře Diablo II, kterou měla, dle tvrzení jejích tvůrců při jejím uvedení na trh, sesadit z pomyslného trůnu krále tohoto druhu her. Ve hře si můžete zvolit jednu ze šesti postav (datadisk Sacred Underworld přidává další dvě) a pustit se s ní do hry. Bojový mág, gladiátor, temný elf a lesní elfka, upírka a serafa. Každá z postav má na výběr z trochu jiných dovedností, má jiná kouzla a zvláštní útoky a hra s ní je trochu jiná, než s ostatními.
Ve hře je možno najít velké množství předmětů, jejichž vlastnosti se liší dle jejich levelu a obtížnosti, na které byly získány. Dělí se na obyčejné (normální písmo), neobyčejné (modrá), vzácné (žlutá), unikáty (hnědozlatá), předměty pro určitou postavu (barva postavy) a setové předměty (zelená).
Herní svět hry Sacred je velice rozlehlý a různorodý, obsahuje různé druhy terénu od zelených plání, lesů, skalnatého terénu, po pouště, sněžné pláně, lávová pole, bažiny a pralesy. Cestování po Ancarii je možné zkrátit použitím portálů, je zde jednak soustava velkých portálů, které jsou aktivovány prvním použitím a postava je může používat i po exportu v nové hře. V Ancarii se také nalézá spousta portálů, které vedou na jedno konkrétní místo, jsou aktivovány runou na portálu, nebo je aktivuje nějaká NPC postava, anebo se prostě aktivují samovolně při přiblížení postavy. V krajině se nachází spousta měst a vesnic a v podzemí je možno vkročit do spousty zatuchlých chodeb a kobek.
Protivníků, se kterými je možno bojovat, je ve hře velké množství druhů a mají svůj level podobně jako postava, takže v tomto směru hráče rozhodně žádné nudné potkávání stále stejných tváří nečeká.
Obrovskou devizou hry Sacred, kterou může hráče k sobě připoutat i po dohrání singleplayer příběhu, je multiplayer. Je zde možnost hrát buďto po místní síti, nebo po internetu. Další možností je zopakovat si znovu hru pro jednoho hráče na vyšší obtížnost. Obtížnosti jsou zde ve verzích do 1.66 tři: bronz, stříbro - tyto dvě jsou přístupné od začátku, zlato - otevře se po dohrátí stříbra a exportu postavy. V Sacred + byly přidány další dvě obtížnosti: platina a niob, které se otevřou vždy po dohrání předešlé obtížnosti. V multiplayeru jsou obtížnosti řešeny trochu jinak. Na jaké obtížnosti může hráč Sacred hrát závisí na levelu postavy při připojení ke hře.
Když hráč dosáhne maximální úrovně pro danou obtížnost, hra ho nevyhodí, ale může hrát dál, dokud se sám neodpojí, takže je možné na netu potkat i hráče s vyšším levelem, než obtížnost povoluje. V Sacred Underworld je maximální level zvýšen na 216.